# Eclecte
Eclecte o Electe (en llatí Eclectus o Electus) va ser un llibert de Luci Aureli Ver, i després de la seva mort va obtenir la protecció de Marc Aureli.
Més tard va ser camarlenc de Ummidi Quadrat (Ummidius Quadratus), i quan aquest va ser mort per conspirar conta Còmmode, va exercir el mateix càrrec a la casa de l'emperador. Eclecte, juntament amb Quint Emili Let i Màrcia va participar en la mort del tirà, i en la proclamació de Pertinax com a nou emperador, junt amb el qual va morir. Juli Capitolí diu que Eclecte va ser la persona que va matar a Còmmode.